# James O’Hara Murray

James O’Hara Murray als Corpsstudent 1889

James O’Hara Murray (* 9. Januar 1870 in Bridgetown auf Barbados; † 1. Februar 1943 auf der Isle of Wight) war ein britischer Maschinenbauingenieur und Tennisspieler.

## Leben
James O’Hara Murray, Sohn des Edward O’Hara Murray, besuchte das Harrison College in Barbados. Anschließend studierte er Maschinenbau an der Technischen Hochschule Charlottenburg. Nach Abschluss des Studiums absolvierte er zunächst eine praktische Ausbildung bei der Maschinenfabrik Sangerhausen. 1893 ging er in die USA, wo er die Pumpenanlage der World’s Columbian Exposition leitete. Von 1893 bis 1896 arbeitete er bei der Worthington Corporation in New York als Montage- und Prüfingenieur von Wasserwerken. Am 8. November 1894 heiratete er Bessie Duncan Worthington, Tochter des Harry Fraser Worthington († 1889). Dieser war der älteste Sohn des Firmengründers und Erfinders der Worthington-Pumpe Henry Rossiter Worthington. Nach dem frühen Tod von Bessie Worthington heiratete er in zweiter Ehe die unter dem Künstlernamen Madame Nikita bekannte Opernsängerin.
1897 kehrte er nach Deutschland zurück. In Berlin wurde er zunächst stellvertretender Leiter und in der Folge Chefingenieur für Kontinentaleuropa der Berliner Niederlassung von Worthington. In seinen Verantwortungsbereich fiel der Bau der Maschinenanlagen der Großwasserwerke in Rotterdam, Budapest und anderer europäischer Großstädte. Er eröffnete in Berlin 1902/1903 seine eigene Firma J. O’Hara Murray. Als Direktor der Sturtevant Engineering Co. baute er die Kondensationsanlage und die Kühltürme für das Zentralkraftwerk in Leipzig.
Nach Ausbruch des Ersten Weltkriegs war er von 1915 bis 1917 im Internierungslager Ruhleben interniert. 1917 konnte er nach England ausreisen, wo er die J. O’Hara Murray and Company, contracting engineers gründete. Über mehr als zwei Jahrzehnte betrieb er neben anderen Aktivitäten den Export von Maschinenausrüstungen, hauptsächlich nach Indien. 1920 wurde er zum Mitglied der Institution of Mechanical Engineers (MIMechE) gewählt.
In dritter Ehe war er mit Hylda Blendel (1893–1984) verheiratet.

## Tennis
Nach seiner Rückkehr aus den USA nach Deutschland nahm Murray an zahlreichen europäischen Tennis-Turnieren teil. Beim European Championship 1899 in Homburg erreichte er die zweite Runde. 1903 in Scheveningen schied er in der ersten Runde aus. 1905 in Homburg erreichte er die dritte Runde. Bei den Internationalen Meisterschaften der Niederlande 1903 erreichte er die dritte Runde. Bei den Hallen-Meisterschaften in Stockholm von 1909 schied er in der ersten Runde aus. Bei den Wiesbaden-Meisterschaften von 1909 erreichte er die zweite Runde und beim Wiesbaden-Cup desselben Jahres das Halbfinale.
1897, 1898, 1899 und 1901 spielte er das internationale Turnier in Berlin. Sein bestes Resultat war dort 1897 das Erreichen des Viertelfinals. Beim internationalen Turnier von Brüssel erreichte er 1903 ebenfalls das Viertelfinale. 1905, 1907, 1908 und 1909 spielte er das internationale Turnier in Baden-Baden, wo er jeweils die zweite Runde erreichte. Beim internationalen Turnier in Homburg erreichte er in den Jahren 1907 und 1909 das Viertelfinale, 1908 die dritte Runde und in den Jahren 1904 und 1905 die zweite Runde. Beim internationalen Turnier in Monte Carlo 1913 spielte er in der zweiten Runde.
Bei einem Tennisturnier an der Riviera freundete er sich mit dem schwedischen Kronprinzen an. Im November 1907 erhielten er und seine zweite Ehefrau eine mehrwöchige Einladung in den Stockholmer Palast, die in der amerikanischen Presse Widerhall fand.
Nach seiner Rückkehr nach England 1917 war er Mitglied im All England Lawn Tennis and Croquet Club und im Queen’s Club.

## Corpsstudent
James O’Hara Murray wurde im Sommersemester 1888 Mitglied des Corps Saxonia an der Technischen Hochschule Charlottenburg. Über beide Weltkriege hielt er bis zu seinem Tod dem Corps die Treue. Bemerkenswert ist eine Passage aus einem Brief an einen seiner Corpsbrüder vom 21. Dezember 1914, also nach Kriegsausbruch und kurz vor seiner Internierung, aus dem die unpolitische Haltung der Corps hervorgeht:

„…Die Erziehung, die man im Corps genießt, soll eben eine Gewähr für eine unveränderte Gesinnung eines jeden Corpsburschen geben. Wir haben ja Politik prinzipiell nie betrieben, sondern nur versucht, aus den jungen Leuten brave, ehrliche Menschen zu machen, die die Prinzipien, die im Corps gelehrt werden, auch später beherzigen. Ich habe, soviel ich weiß, lieber Bolze, nach dieser Richtung hin nicht gefehlt, und glaube deshalb mit gutem Gewissen sagen zu können, daß ich auch heute ein guter Sachse bin und alle Zeit sein werde…“

## Sonstiges
In London gehörte Murray dem St Stephen’s Club und dem Royal Automobile Club an. Den Golf-Club Berlin e. V., heute Golf- und Land-Club Berlin-Wannsee e.V., unterstützte er 1913 durch Gewährung einer Anleihe über Eintausend Mark.